# Pokal Nogometne zveze Slovenije 2022-2023
La Pokal Nogometne zveze Slovenije 2022./23. (in lingua italiana: Coppa della federazione calcistica slovena 2022-23), denominata come Pokal Pivovarna Union 2022./23. per motivi di sponsorizzazione, è stata la trentaduesima edizione della coppa nazionale di calcio della Repubblica di Slovenia.
Nella finale che si è tenuta il 6 maggio 2023 a Celje, l'Olimpia Lubiana ha conquistato il titolo per la quarta volta nella sua storia, aggiudicandosi un posto al secondo turno di qualificazione della UEFA Europa Conference League 2023-2024.

## Formula
La stagione di coppa inizia con un turno preliminare che, come il 1º e il 2º turno della competizione, si gioca all'interno delle singole federazioni calcistiche intercomunali (MNZ). Le 4 squadre di prima divisione che partecipano alle coppe europee entrano nel 2º turno, mentre le altre 6 entrano nel 1º turno.
Tutti gli incontri sono basati su gara singola. Nel turno preliminare, nel 1° e nel 2º turno in caso di parità al 90º minuto, si va direttamente ai tiri di rigore. Dal 3º turno, in caso di parità, si disputano i tempi supplementari.
Le squadre di livello inferiore non hanno più automaticamente il vantaggio di giocare in casa. Vengono abolite anche le teste di serie.

### Calendario
| Turno             | Date                           | Partite | Club      |
| ----------------- | ------------------------------ | ------- | --------- |
| Turno preliminare | 13-31 agosto 2022              | 62      | 186 → 120 |
| Primo turno       | 13-28 settembre 2022           | 60      | 120 → 60  |
| Secondo turno     | 28 settembre - 19 ottobre 2022 | 32      | 64 → 32   |
| Sedicesimi        | 8 - 10 novembre 2022           | 15      | 32 → 16   |
| Ottavi            | 7 - 9 marzo 2023               | 8       | 16 → 8    |
| Quarti            | 5 aprile 2023                  | 4       | 8 → 4     |
| Semifinali        | 26 aprile 2023                 | 2       | 4 → 2     |
| Finale            | 6 maggio 2023                  | 1       | 2 → 1     |

## Partecipanti
Un totale di 186 squadre partecipano a questo torneo.

## Turno preliminare
Il turno preliminare è e giocato nell'ambito delle nove federazioni calcistiche intercomunali (MNZ).
Le gare sono state disputate fra il 13 ed il 31 agosto 2022.
| Squadra 1                                                                                               | Risultato       | Squadra 2                 |
| --- | --------------- | ------------------------- |
| MNZ Celje                                                                                               |                 |                           |
| Krško                                                                                                   | 3 – 0           | Zreče                     |
| Vojnik                                                                                                  | 0 – 8           | Rudar Velenje             |
| Šampion Celje                                                                                           | 8 – 0           | Ljubno ob Savinji         |
| Žalec                                                                                                   | 1 – 1 (3-1 dtr) | Šoštanj                   |
| Posavje Krško                                                                                           | 3 – 0           | Šmartno                   |
| Laško                                                                                                   | 4 – 1           | Mons Claudius             |
| Esentati: Brežice, Dravinja, Mozirje e Šmarje pri Jelšah                                                |                 |                           |
| MNZ Gorenjske Kranj                                                                                     |                 |                           |
| Šenčur                                                                                                  | 5 – 2           | Kranj                     |
| Bled-Bohinj                                                                                             | 0 – 1           | Visoko                    |
| Bitnje                                                                                                  | 2 – 2 (2-4 dtr) | Kranjska Gora             |
| Britof                                                                                                  | 3 – 2           | Naklo                     |
| Šobec Lesce                                                                                             | 2 – 1           | Sava Kranj                |
| Velesovo-Cerklje                                                                                        | 4 – 0           | Preddvor                  |
| Polet                                                                                                   | 0 – 5           | Žiri                      |
| Esentati: Tržič, Triglav, Železniki, Škofja Loka e Jesenice                                             |                 |                           |
| MNZ Capodistria                                                                                         |                 |                           |
| Košana                                                                                                  | 3 – 2           | Ilirska Bistrica          |
| Galeb Ankaran                                                                                           | 0 – 1           | Komen                     |
| Korte                                                                                                   | 2 – 2 (6-7 dtr) | Bistrc                    |
| Esentati: Jadran Dekani e Izola                                                                         |                 |                           |
| MNZ Lendava                                                                                             |                 |                           |
| Hotiza                                                                                                  | 9 – 0           | Mostje                    |
| Prekmurec Dobrovnik                                                                                     | 4 – 0           | Črenšovci                 |
| Polana                                                                                                  | 6 – 1           | Olimpija Dolga vas        |
| Odranci                                                                                                 | 3 – 0           | Kobilje                   |
| Esentati: Bistrica, Čentiba, Graničar, Nafta 1903, Nafta 1903 veterani, Nedelica, Panonija e Turnišče   |                 |                           |
| MNZ Lubiana                                                                                             |                 |                           |
| Zagorje                                                                                                 | 2 – 2 (6-5 dtr) | Brinje Grosuplje          |
| Kočevje                                                                                                 | 4 – 3           | Rudar Trbovlje            |
| Mengo 28                                                                                                | 2 – 1           | Kresnice                  |
| Jevnica                                                                                                 | 3 – 1           | Kolpa                     |
| Šmartno Lubiana                                                                                         | 1 – 3           | Kamnik                    |
| Bela Krajina                                                                                            | 2 – 3           | Krka                      |
| Jezero Medvode                                                                                          | 2 – 4           | Svoboda                   |
| Slovan Lubiana                                                                                          | 3 – 0           | Ihan                      |
| Dob | 4 – 0           | Svoboda Kisovec           |
| Termit Moravče                                                                                          | 2 – 2 (3-1 dtr) | Vir                       |
| Esentati: Arne Tabor, Dragomer, Dren, Interblock, Ilirija, Ivančna Gorica, Litija, FC Lubiana e Trebnje |                 |                           |
| MNZ Maribor                                                                                             |                 |                           |
| Dobrovce                                                                                                | 3 – 0           | Radlje                    |
| Pohorje                                                                                                 | 0 – 1           | MB Tabor                  |
| Dravograd                                                                                               | 2 – 1           | Starše                    |
| Jurovski Dol                                                                                            | 4 – 2           | Miklavž                   |
| Fužinar                                                                                                 | 10 – 0          | Rogoza                    |
| Malečnik                                                                                                | 1 – 1 (4-2 dtr) | Pesnica                   |
| Limbuš-Pekre                                                                                            | 6 – 0           | Duplek                    |
| Peca | 0 – 0 (4-5 dtr) | Marjeta na Dravskem polju |
| Korotan Prevalje                                                                                        | 4 – 0           | Rače                      |
| Esentato: Akumulator                                                                                    |                 |                           |
| MNZ Murska Sobota                                                                                       |                 |                           |
| Cankova                                                                                                 | 3 – 0           | Goričanka Rogašovci       |
| Lipa | 2 – 4           | Serdica                   |
| Tišina                                                                                                  | 1 – 3           | Čarda                     |
| Dokležovje                                                                                              | 0 – 10          | Gančani                   |
| Tromejnik                                                                                               | 6 – 0           | Šalovci                   |
| Križevci                                                                                                | 4 – 0           | Bakovci                   |
| Hodoš                                                                                                   | 2 – 3           | Grad                      |
| Rakičan                                                                                                 | 5 – 1           | Ižakovci                  |
| Bogojina                                                                                                | 1 – 2           | Radenska Slatina          |
| Esentati: NK Apače, Beltinci, Cven, Kema, Ljutomer, Radgona, Roma, Veržej e Mura veterani               |                 |                           |
| MNZ Nova Gorica                                                                                         |                 |                           |
| Renče                                                                                                   | 1 – 1 (4-5 dtr) | Vipava                    |
| Tolmin                                                                                                  | 7 – 0           | Boreas Ajdovščina         |
| Esentati: Adria, Bilje, Brda, Idrija e Primorje                                                         |                 |                           |
| MNZ Ptuj                                                                                                |                 |                           |
| Markovci                                                                                                | 0 – 1           | Makole                    |
| Slovenja vas                                                                                            | 0 – 3           | ŠD Apače                  |
| Središče ob Dravi                                                                                       | 0 – 1           | Tržec                     |
| Gerečja vas                                                                                             | 2 – 1           | Ormož                     |
| Rogoznica                                                                                               | 2 – 2 (6-5 dtr) | Dornava                   |
| Zgornja Polskava                                                                                        | 1 – 2           | Stojnci                   |
| Leskovec                                                                                                | 0 – 2           | Oplotnica                 |
| Mladinec Lovrenc                                                                                        | 2 – 1           | Podlehnik                 |
| Hajdina                                                                                                 | 3 – 0           | Gorišnica                 |
| Skorba                                                                                                  | 2 – 7           | Grajena                   |
| Bukovci                                                                                                 | 6 – 0           | Hajdoše                   |
| Pragersko                                                                                               | 2 – 2 (1-3 dtr) | Polskava                  |
| Esentati: Aluminij, Bistrica, Cirkulane, Drava Ptuj, Podvinci, Poljčane, Videm e Zavrč                  |                 |                           |

## Primo turno
120 squadre sono coinvolte in questo turno. Entrano le 6 squadre della 1. SNL 2022-2023 non impegnate nelle coppe europee.
Le gare sono state disputate fra il 13 ed il 28 settembre 2022.
| Squadra 1           | Risultato       | Squadra 2                 |
| ------------------- | --------------- | ------------------------- |
| MNZ Celje           |                 |                           |
| Dravinja            | 6 – 0           | Žalec                     |
| Krško               | 2 – 2 (5-6 dtr) | Šampion Celje             |
| Mozirje             | 1 – 4           | Brežice                   |
| Posavje Krško       | 0 – 4           | Rudar Velenje             |
| Laško               | 0 – 9           | Celje                     |
| Rogaška             | 14 – 0          | Šmarje pri Jelšah         |
| MNZ Gorenjske Kranj |                 |                           |
| Šenčur              | 5 – 0           | Lesce                     |
| Tržič               | 0 – 8           | Visoko                    |
| Britof              | 2 – 1           | Železniki                 |
| Jesenice            | 3 – 0           | Kranjska Gora             |
| Velesovo-Cerklje    | 1 – 3           | Žiri                      |
| Škofja Loka         | 0 – 6           | Triglav                   |
| MNZ Capodistria     |                 |                           |
| Tabor Sežana        | 4 – 0           | Jadran Dekani             |
| Bistrc              | 1 – 3           | Izola                     |
| Košana              | 0 – 1           | Komen                     |
| MNZ Lendava         |                 |                           |
| Panonija Gaberje    | 3 – 2           | Graničar Bendava          |
| Prekmurec Dobrovnik | 1 – 3           | Nafta 1903                |
| Čentiba             | 0 – 3           | Polana                    |
| Nedelica            | 1 – 4           | Turnišče                  |
| Nafta 1903 veterani | 0 – 7           | Odranci                   |
| Bistrica            | 2 – 5           | Hotiza                    |
| MNZ Lubiana         |                 |                           |
| Dren Vrhnika        | 0 – 2           | Litija                    |
| Krka                | 5 – 1           | Jevnica                   |
| Termit Moravče      | 1 – 3           | Ivančna Gorica            |
| Mengo 28            | 1 – 4           | Ilirija                   |
| Tabor 69            | 0 – 0 (4-2 dtr) | Kočevje                   |
| Bravo               | 5 – 0           | Svoboda                   |
| Trebnje             | 2 – 3           | Zagorje                   |
| Domžale             | 7 – 0           | Kamnik                    |
| Radomlje            | 4 – 0           | Dragomer                  |
| FC Lubiana          | 1 – 0           | Slovan Lubiana            |
| Dob                 | 3 – 0           | Interblock                |
| MNZ Maribor         |                 |                           |
| Jurovski Dol        | 4 – 2           | Marjeta na Dravskem polju |
| Akumulator Mežica   | 0 – 4           | Dobrovce                  |
| Limbuš Pekre        | 3 – 1           | Dravograd                 |
| Korotan Prevalje    | 4 – 1           | Malečnik                  |
| MB Tabor            | 0 – 5           | Fužinar                   |
| MNZ Murska Sobota   |                 |                           |
| Rakičan             | 5 – 2           | NŠ Mura veterani          |
| Serdica             | 1 – 0           | Križevci                  |
| Beltinci            | 6 – 0           | Kema Puconci              |
| Cven                | 5 – 1           | ŠD Roma                   |
| Veržej              | 4 – 2           | Radgona                   |
| Radenska Slatina    | 3 – 0           | NK Apače                  |
| Ljutomer            | 1 – 0           | Grad                      |
| Gančani             | 4 – 2           | Tromejnik                 |
| Čarda               | 1 – 0           | Cankova                   |
| MNZ Nova Gorica     |                 |                           |
| Bilje               | 0 – 0 (4-5 dtr) | Idrija                    |
| Brda                | 0 – 2           | Primorje                  |
| Vipava              | 1 – 1 (4-2 dtr) | Gorica                    |
| Tolmin              | 1 – 0           | Adria                     |
| MNZ Ptuj            |                 |                           |
| Grajena             | 0 – 6           | Aluminij                  |
| Oplotnica           | 3 – 0           | Mladinec Lovrenc          |
| Polskava            | 0 – 0 (5-4 dtr) | Rogoznica                 |
| Stojnci             | 2 – 3           | Bistrica                  |
| Poljčane            | 4 – 4 (4-5 dtr) | Bukovci                   |
| Videm               | 3 – 1           | Gerečja vas               |
| ŠD Apače            | 1 – 0           | Drava Ptuj                |
| Makole              | 1 – 6           | Zavrč                     |
| Hajdina             | 1 – 4           | Cirkulane                 |
| Tržec               | 1 – 4           | Podvinci                  |

## Secondo turno
64 squadre sono coinvolte in questo turno. Entrano le 4 squadre della 1. SNL 2022-2023 impegnate nelle coppe europee (Maribor, Koper, Olimpia Lubiana e NŠ Mura).
Le gare sono state disputate fra il 12 ed il 19 ottobre 2022 (ma una gara, Celje–Dravinja, è stata anticipata al 28 settembre).
| Squadra 1           | Risultato       | Squadra 2        |
| ------------------- | --------------- | ---------------- |
| MNZ Celje           |                 |                  |
| Celje               | 5 – 0           | Dravinja         |
| Rogaška             | 4 – 2           | Šampion Celje    |
| Rudar Velenje       | 10 – 0          | Brežice          |
| MNZ Gorenjske Kranj |                 |                  |
| Žiri                | 0 – 2           | Triglav          |
| Visoko              | 2 – 3           | Britof           |
| Jesenice            | 1 – 1 (2-4 dtr) | Šenčur           |
| MNZ Capodistria     |                 |                  |
| Izola               | 0 – 2           | Koper            |
| Tabor Sežana        | 9 – 1           | Komen            |
| MNZ Lendava         |                 |                  |
| Turnišče            | 0 – 3           | Odranci          |
| Panonija Gaberje    | 1 – 4           | Hotiza           |
| Polana              | 0 – 2           | Nafta 1903       |
| MNZ Lubiana         |                 |                  |
| Domžale             | 3 – 1           | Ilirija          |
| Radomlje            | 0 – 2           | Bravo            |
| Krka                | 8 – 0           | Litija           |
| Tabor 69            | 0 – 3           | Dob              |
| Olimpia Lubiana     | 5 – 0           | Ivančna Gorica   |
| FC Lubiana          | 1 – 1 (2-4 dtr) | Zagorje          |
| MNZ Maribor         |                 |                  |
| Maribor             | 9 – 0           | Limbuš Pekre     |
| Fužinar             | 4 – 1           | Jurovski Dol     |
| Dobrovce            | 3 – 3 (6-5 dtr) | Korotan Prevalje |
| MNZ Murska Sobota   |                 |                  |
| Radenska Slatina    | 7 – 0           | Rakičan          |
| Cven                | 2 – 0           | Veržej           |
| Čarda               | 2 – 3           | Serdica          |
| Gančani             | 1 – 2           | NŠ Mura          |
| Ljutomer            | 0 – 0 (7-6 dtr) | Beltinci         |
| MNZ Nova Gorica     |                 |                  |
| Primorje            | 3 – 1           | Tolmin           |
| Idrija              | 1 – 0           | Vipava           |
| MNZ Ptuj            |                 |                  |
| Aluminij            | 11 – 0          | Bukovci          |
| Zavrč               | 3 – 0           | ŠD Apače         |
| Cirkulane           | 2 – 0           | Polskava         |
| Bistrica            | 13 – 0          | Oplotnica        |
| Podvinci            | 0 – 2           | Videm            |

## Sedicesimi di finale
Il sorteggio è stato effettuato il 21 ottobre 2022.
| Squadra 1        | Risultato             | Squadra 2 |
| ---------------- | --------------------- | --------- |
| 8 novembre 2022  |                       |           |
| Radenska Slatina | 0 – 3                 | Bistrica  |
| Fužinar          | 4 – 1                 | Cven      |
| Hotiza           | 0 – 7                 | Domžale   |
| Nafta 1903       | 1 – 1 (dts) (5-4 dtr) | Triglav   |
| 9 novembre 2022  |                       |           |
| Rogaška          | 7 – 0                 | Odranci   |
| Idrija           | 1 – 5                 | Aluminij  |
| Primorje         | 8 – 0                 | Zagorje   |
| Bravo            | 9 – 0                 | Britof    |
| Videm            | 2 – 2 (dts) (8-7 dtr) | Dob       |
| Zavrč            | 2 – 0                 | Serdica   |
| Celje            | 2 – 1                 | NŠ Mura   |
| Olimpia Lubiana  | 4 – 1                 | Ljutomer  |
| Maribor          | 3 – 1                 | Krka      |
| 10 novembre 2022 |                       |           |
| Tabor Sežana     | 2 – 1 (dts)           | Šenčur    |
| Rudar Velenje    | 4 – 1                 | Dobrovce  |
| Koper            | 6 – 0                 | Cirkulane |

## Ottavi di finale
Il sorteggio è stato effettuato il 23 novembre 2022.
| Squadra 1     | Risultato   | Squadra 2       |
| ------------- | ----------- | --------------- |
| 7 marzo 2023  |             |                 |
| Primorje      | 6 – 1       | Zavrč           |
| Celje         | 3 – 0       | Videm           |
| Koper         | 2 – 0 (dts) | Domžale         |
| 8 marzo 2023  |             |                 |
| Tabor Sežana  | 0 – 1       | Rogaška         |
| Rudar Velenje | 0 – 4       | Maribor         |
| Aluminij      | 4 – 2       | Fužinar         |
| Nafta 1903    | 1 – 3       | Olimpia Lubiana |
| 9 marzo 2023  |             |                 |
| Bistrica      | 1 – 0       | Bravo           |

## Quarti di finale
Il sorteggio è stato effettuato il 14 marzo 2023.
| Squadra 1       | Risultato             | Squadra 2 |
| --------------- | --------------------- | --------- |
| 5 aprile 2023   |                       |           |
| Aluminij        | 1 – 0                 | Koper     |
| Maribor         | 3 – 1                 | Primorje  |
| 6 aprile 2023   |                       |           |
| Rogaška         | 0 – 2                 | Bistrica  |
| Olimpia Lubiana | 0 – 0 (dts) (6-5 dtr) | Celje     |

## Semifinali
Il sorteggio è stato effettuato il 7 aprile 2023.
| Squadra 1       | Risultato | Squadra 2 |
| --------------- | --------- | --------- |
| 26 aprile 2023  |           |           |
| Olimpia Lubiana | 2 – 1     | Aluminij  |
| Bistrica        | 1 – 3     | Maribor   |

## Finale
Al 90+10' Vidovšek ha parato il rigore "a cucchiaio" calciato da Tolić.
| Arbitro: | Bojan Mertik (Lendava) |

| |            | |
| Lasickas 103’ Elšnik 120+10’ (rig.)                                                                                                 | Marcatori  | 113’ Mitrovič |
| Vidovšek Crnomarković (83' Lasickas) Krefl Ratnik Sualehe (119' Krdžalić) Doffo Sešlar Elšnik Kvesić Bristrić (83' Rui Pedro) Baldé | Formazioni | Jug Božić (81' Kronaveter, 113' Mitrovič) Brnić Repas (113' Rafiu) Watson Milec (90' Žinič) Uskoković Laušić (90+7' Božičković) Guerrico Tolić (106' Jakupović) Vipotnik |
| Albert Riera | Allenatori | Damir Krznar |